# امت تیل
اِمِت لوییس تیل (انگلیسی: Emmett Louis Till؛ ۲۵ ژوئیه ۱۹۴۱ – ۲۸ اوت ۱۹۵۵) پسری آفریقایی-آمریکایی بود که در سن ۱۴ سالگی در میسیسیپی به اتهام نادرست پیشنهاد قرار گذاشتن با زنی سفیدپوست و سوت زدن برای او لینچ شد. او اهل شیکاگو، ایلینوی بود و در حال بازدید از خویشانش درمنطقهٔ مانی، میسیسیپی بود که با کرولاین برایانت ۲۱ ساله متأهل در فروشگاه در حال مراوده بود. شب بعد شوهر کرولاین و برادر ناتنی او به منزل عموی امت آمدند او را ربوده و به طویله‌ای بردند، با بی رحمی مورد ضرب و شتم قرار گرفت، یکی از چشمانش را بیرون آورده بودند و سپس با شلیک گلوله به سرش به قتل رسید. پس از قتل وی قاتلان سیم خاردار دور گردنش پیچیدند و با فن ماشین پنبه پاک کنی، جسدش را به رودخانه تالاهاچی انداختند. سه روز بعد جنازه او کشف و از آب بیرون کشیده شد. مِیمی تیل مادر امت جسد را به شیکاگو برگرداند و در تابوتی سرباز قرار داد تا «به مردم اجازه دهد آنچه را که من دیده‌ام ببینند». هزاران بازدیدکننده برای ادای احترام به مراسم تشییع جنازه آمدند. انتشار تصاویری از بدن مثله شده او در مجله جت (Jet) جرقه جنبش حقوق مدنی سیاهپوستان شد.

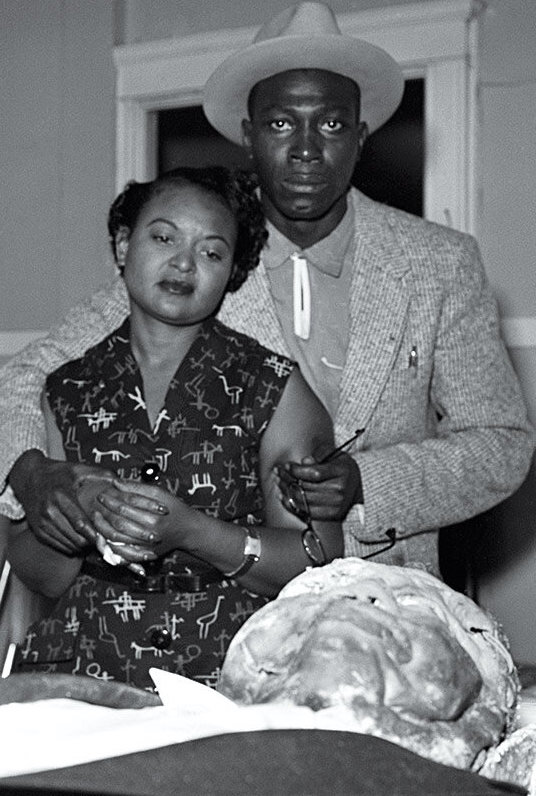
مادر امت به جسد مثله شده فرزندش نگاه می‌کند. مِیمی تیل-موبلی اصرار کرد که در مراسم تشیع جنازه جسد را در تابوت روباز قرار دهند. تصویر جسد تیل در مجله شیکاگو دیفندر و مجله جت منتشر شد که خبرش در سراسر آمریکا پیچید و یادآور نبود حقوق قانونی برای سیاهپوستان در جنوب آمریکا شد.

قتل دلخراش امت تیل به نمادی برای جنبش حقوق مدنی سیاهپوستان آمریکا تبدیل شد. تیم تایسون (تاریخ‌نگار) نوشته قدرت مِیمی مادر امت بود که توانست عزاداری خصوصی‌اش را موضوعی عمومی تبدیل کند. واکنش احساسی انظار در برابر چنین سوگواری بر سر تابوتی سرباز به جنبش سیاهپوستان در سرتاسر آمریکا تبدیل شد. صد روز بعد از قتل امت تیل، در ۱ دسامبر ۱۹۵۵ رزا پارکس از دادن صندلی خود در اتوبوس به یک مرد سفیدپوست در آلاباما خودداری کرد.

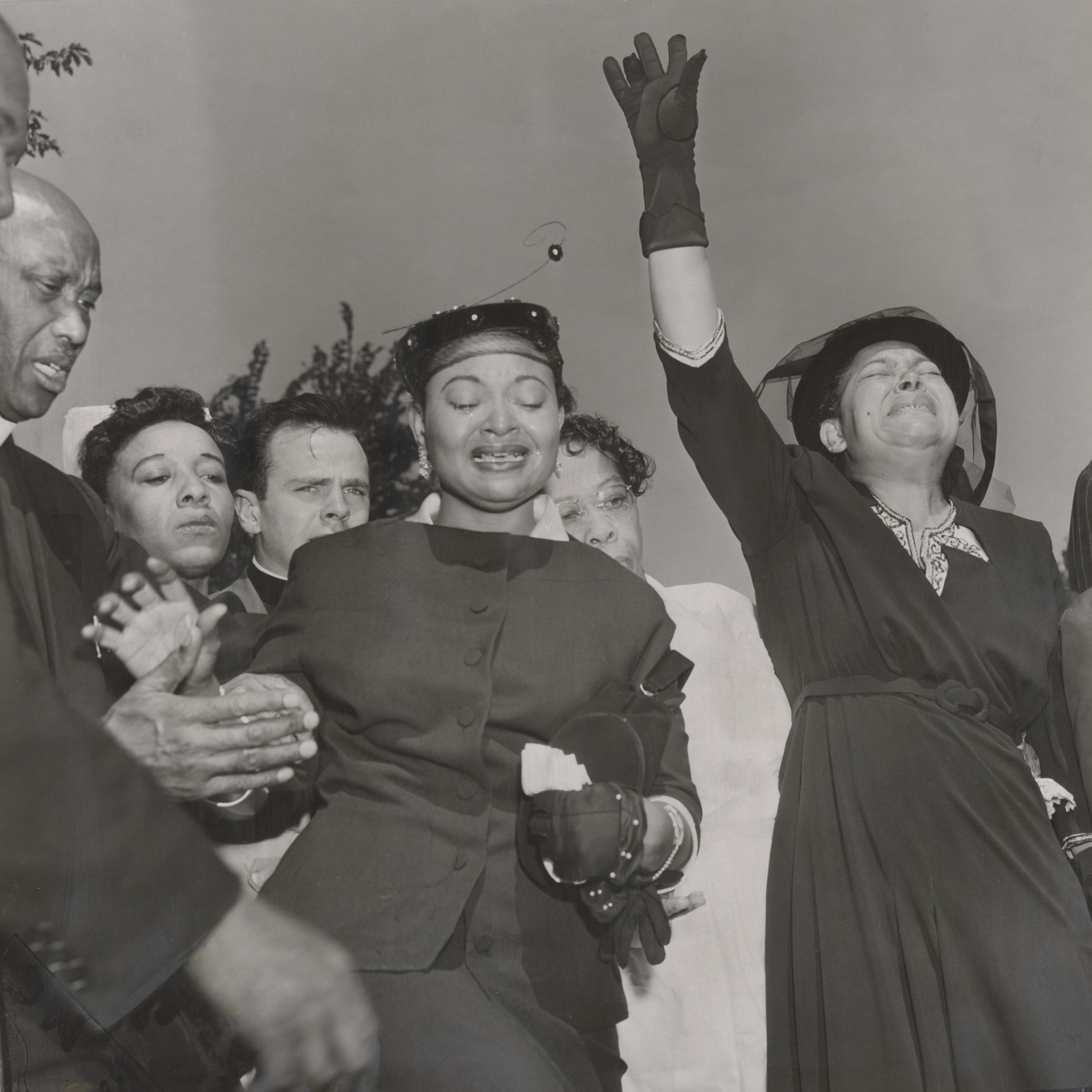
مادر امت تیل در مراسم تشییع جنازه

دادگاه میسی سی پی دو مظنون را دراین خصوص فراخواند ولی هردو با رأی هیئت منصفه ای که تمام اعضای آن سفیدپوست بودند تبرئه شدند. در سال ۲۰۰۷، برایانت اعتراف کردکه بیشتر قسمت‌های احساسی ماجرای سال ۱۹۵۵ ساخته خودش بوده.
جو بایدن رئیس‌جمهور آمریکا در ۲۵ ژوئیه ۲۰۲۳، ۸۲مین سالروز تولد امت تیل، اعلامیه ای را برای ایجاد یک بنای یادبود ملی به افتخار او و مادرش مِیمی تیل-موبلی به امضا رساند.